# Jeszka
Jeszka, (héberül יִסְכָּה Yiskāh) bibliai szereplő az Ószövetség első könyvében, Hárán lánya, Ábrahám unokahúga. A Genezis nagyon röviden említi, keveset tudni róla, így rabbinikus tudósok általában úgy tartják, azonos Sárával, Ábrahám feleségével, és ez az alternatív név prófétai szerepére utal (neve a babiloni Talmud szerint a látást jelentő arámi szógyökből ered, és látnok mivoltára utal, bár modern tudósok szerint a név eredete bizonytalan.)
Jeszka nevének angol változata a Jessica, amit Shakespeare használt A velencei kalmár egyik nőalakjához (modern angol Bibliákban Iscah alakban szerepel, de Shakespeare korában Jeska volt), majd a 20. század második felében angol nyelvterületen igen elterjedt, és Dzsesszika formában Magyarországon is terjed.

## Említése a Bibliában
„Terah nemzetsége pedig a következő. Terah nemzette Ábrámot, Náchort és Háránt, Hárán pedig nemzette Lótot. De Hárán meghalt apja, Terah színe előtt a szülőföldjén, a káldeai Úrban. Ábrám és Náchor pedig feleséget vettek maguknak: Ábrám feleségének a neve Sárai volt, Náchor feleségének a neve pedig Melka. Ez Háránnak, Melka apjának és Jeszka apjának volt a lánya. Sárai azonban meddő volt, s így nem volt gyermeke. Terah azután fogta Ábrámot, a fiát, és Lótot, Háránnak, a fiának a fiát, valamint Sárait, a menyét, fiának, Ábrámnak a feleségét, és kivezette őket a káldeai Úrból, hogy Kánaán földjére menjenek. El is jutottak Háránig, és ott megtelepedtek. És Terah kétszázöt esztendős volt, amikor meghalt Háránban.”
Jeszkának tehát nagyapja Terah, apja Hárán, nagybátyjai Ábrám (a későbbi Ábrahám) és Náchor, testvérei Lót és Melka. Melka később nagybátyjához, Náchorhoz ment feleségül, Jeszka pedig, amennyiben azonos Sárával, másik nagybátyjukhoz, Ábrahámhoz.